# Zero waste

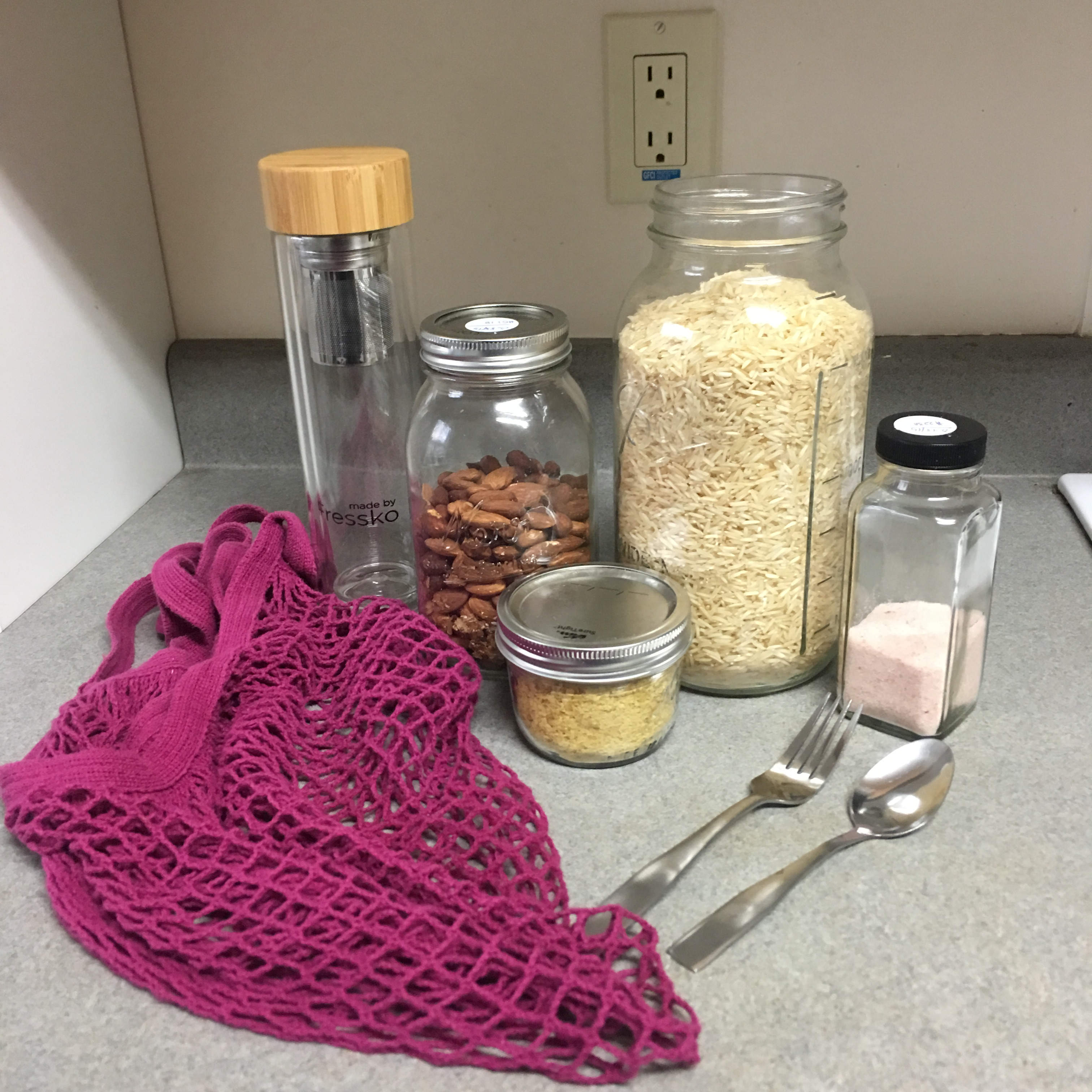
Багаторазова заміна пластиковим пакетам (авоська), одноразовому посуду (столовий набір), ПЕТ-пляшкам (екопляшка) та пластиковій упаковці для сипучих продуктів

Безсмітництво, безвідходна технологія (англ. zero waste, «нуль відходів») — це філософія скорочення продукування відходів, поряд з вторинним використанням та переробкою, покликана зменшити екологічне навантаження на планету. до зміни життєвих циклів ресурсів, так, що всі продукти використовуються повторно. Мета нуль-відходності: щоб сміття не потрапляло на смітники та сміттєспалювальні заводи, а мало життєвий цикл, аналогічний до повторного використання ресурсів в природі.
Визначення Міжнародного альянсу Zero Waste International: «Zero waste» — це моральна, економічна, ефективна і далекоглядна ціль, спрямована на зміну способу життя людей та заохочення до створення стійких природних циклів, де всі надлишкові матеріали призначені для того, щоб стати ресурсами для інших.
«Zero waste» має на меті розробку та управління продуктами і процесами для уникнення та усунення обсягу і небезпеки відходів та матеріалів. Важливим є збереження та відновлення всіх ресурсів, а не їх спалення чи поховання. Реалізація «Zero Waste» дозволить усунути всі викиди на землю, в воду або повітря, які загрожують планетарному, людському, тваринному або рослинному здоров'ю.

## Практики
- Заохочення відмовитись від продуктів, що не потрібні і які потенційно можуть опинитись в смітнику. Також скорочення витрат на модний одяг.
- Низка альтернатив «одноразовим речам» (зокрема пластиковим пакетам та одноразовому посуду). Принцип «Zero waste» передбачає користування багаторазовими речами, такими як: шопери, торбинки для фруктів, екочашки, власний столовий посуд тощо. Це дозволяє їм відмовитись від токсичних пластикових замінників.
- Ремонт та апсайклінг (в тому числі художня переробка) речей, що вийшли із ладу.
- Передача чи продаж непотрібних речей у благодійні організації чи напряму тим, хто їх потребують.
- Обмін речами, аби уникнути понадспоживання (наприклад, буккросинг, ярмарки).
- Ретельне сортування сміття, якщо воно все ж утворилось, за кодами маркування, та доставка посортованої і належно підготовленої вторинної сировини на екологічно вигідну переробку. Публічний контроль лінії переробки та переробників, аби впевнитись, що відходи переробляються як належне, а не потрапляють на звалища чи сміттєспалювання.
- Відмова від користування продуктами, виробники яких не несуть розширену відповідальність за утилізацію та переробку відходів від їх продукції, не маркують продукцію, використовують токсичні матеріали та технології. Підтримка натомість екологічно свідоміших виробництв.

Важливим для «Zero waste» є переосмислення необхідності усіх придбаних товарів і зменшення обсягу сміття, яке продукує кожен і кожна з нас.